# Étaule
Étaule är en kommun i departementet Yonne i regionen Bourgogne-Franche-Comté i norra Frankrike. Kommunen ligger i kantonen Avallon som tillhör arrondissementet Avallon. År 2022 hade Étaule 392 invånare.

## Befolkningsutveckling
Antalet invånare i kommunen Étaule
| Referens: INSEE |